# Lélek-lyuk
A Lélek-lyuk mesterséges üreg, amely egyes kutatók szerint a honfoglalás előtt készült. Riolittufába faragott pinceszerű helyiség, melynek tetején kisméretű sáncvár nyomai találhatók. A Bükki Nemzeti Parkban van.

## Leírás
Sálytól 3 km-re északra, Latorpusztán, a Kecet-hegy déli lejtőjén, a Vízfőtető aljában eredő forrásokkal szemben található. A riolittufába vájt pinceszerű helyiséget a helyi lakosok és többnyire a vele foglalkozó irodalom is Lélek-lyuknak nevezi, de készítési ideje és oka nem ismert. A Lélek-lyuk négy részre tagolódó sziklahelyiség. A belsejébe vezető folyosó elejénél széles kürtő nyílik. A majdnem függőlegesen faragott kürtő a dombtetőre vezet.
Előfordul irodalmában Lélek-lyuk (Dely 1970), Léleklyuk (Kolacskovszky 1934) és Léleklyuk-barlang (Mihály 1978–1979) neveken is. A Lök-völgyi-barlangot szintén nevezték Lélek-lyuk és Léleklyuk neveken.

## Kutatástörténet
Az üreget először, 1891-ben Bartalos Gyula írta le részletesen, a leírásában megemlítve a kürtőben látható rovásírást is. A Turisták Lapja 1934. évi évfolyamában napvilágot látott Kolacskovszky Lajos publikáció szerint a Latorútpuszta feletti, pontosan a sályi vízfőnél lévő, nagy méretű és mesterséges Léleklyuk lehet, hogy mindennél jobban bizonyítja a kaptárkövek eredetét. A Léleklyuk kb. 24 lépés hosszú, előcsarnokból, pitvarból, gádorból és deréküregből áll. Oldalága 10 lépés hosszú. A falakon sok, különböző méretű fülke és vakablak látható. A nagyobb vakablakok két arasznyi mélyek.
A folyosóból hosszú, fekete kürtő vezet ki a dombtetőre. A hó, a szél és az esővíz azon keresztül jut be az üregbe. És talán ugyanitt járnak be és ki azoknak az árnyai is, akiknek a hamvait egykor itt, a Léleklyukban helyezték el. Az üreg neve egyértelmű, Léleklyuk, ami annyit jelent, hogy szellemtanya. A kürtő falában kb. 5 m magasan betűalakú bevésések vannak, amelyek persze elmosódottak és megkopottak. Ezek a furcsa bevésések lehet, hogy útbaigazítást nyújtanak arról, hogy kik faragták a kaptárköveket és a Léleklyukat. A véseteket lefényképezni és a vésetek titkát megfejteni eddig még senki nem próbálta. A kaptárkövek és a Léleklyuk fülkéiben kelta hamvak voltak.
A Turisták Lapja 1937. évi évfolyamában olvasható egy Schőnviszky László által írt ismertetés az üregről. A rövid leírás szerint Kácsfürdő határában található a Léleklyuk és Schőnviszky Lászlónak nincs az üregről több információja. 1964-ben Saád Andor és Mihály Péter mérték fel az üreget és másolták le a rovásírást. Az 1970-ben megjelent Bükk útikalauzban az van írva, hogy Sálytól É-ra fakad a Vízfő, amely felett a hegyoldalban nyílik a Lélek-lyuk kicsi, de érdekes ürege.
Az 1976-ban kiadott, Bertalan Károly és Schőnviszky László által összeállított Magyar barlangtani bibliográfia barlangnévmutatójában meg van említve a Bükk hegységben, Kácsfürdőn lévő üreg Lélek-lyuk néven. A barlangnévmutatóban meg van említve 2 publikáció, amelyek foglalkoznak az üreggel. Az 1976-ban befejezett Magyarország barlangleltára című kéziratban az olvasható, hogy a Lélek-lyuk a Bükk hegységben, Sályon helyezkedik el. A Lator-vízfőtől K-re kb. 100 m-re, az út bal oldalán van a bejárata. A mesterséges üreg 39 m hosszú és 10–12 m mély. A kézirat üregre vonatkozó része 2 publikáció alapján lett írva.
Az 1977-ben napvilágot látott Bükk útikalauzban publikálva lett, hogy a Lélek-lyuk érdekes, de mesterséges üreg. A Vízfő közelében, a hegyoldalban van a bejárata. Az 1979-ben megjelent Barlangok a Bükkben című kiadványban meg van említve, hogy a Lélek-lyuk a Lator-vártól ÉNy-ra helyezkedik el. A bizonytalan eredetű üreg vízszintes és függőleges részből áll. A könyvhöz mellékelt, a Bükk hegység barlangokban leggazdagabb területét bemutató térképen látható a 111-es számmal jelölt barlang földrajzi elhelyezkedése. Az 1984-ben kiadott Magyarország barlangjai című könyvben nem szerepel. 1994-ben Baráz Csaba térképezte fel és rajzolt alaprajzi térképet és keresztmetszetet az oldalágról a kürtőnél.
Eszterhás István 2005-ben írt több oldalas tanulmánya összefoglalja az addigi ismereteket az üregről. Ebben említve van egy 1962-es Saád Andor térkép, de az irodalomjegyzékben említett három Saád Andor tanulmányból kettő még csak meg sem említi az üreget. A 2013-ban publikált és Varga Gábor által írt tanulmányban a Borsod-Abaúj-Zemplén megyében lévő Sályon elhelyezkedő és 23931 lelőhely-azonosítójú Lélek-lyuk a mesterséges üregként nyilvántartott régészeti lelőhelyek közé van sorolva.

## Képgaléria

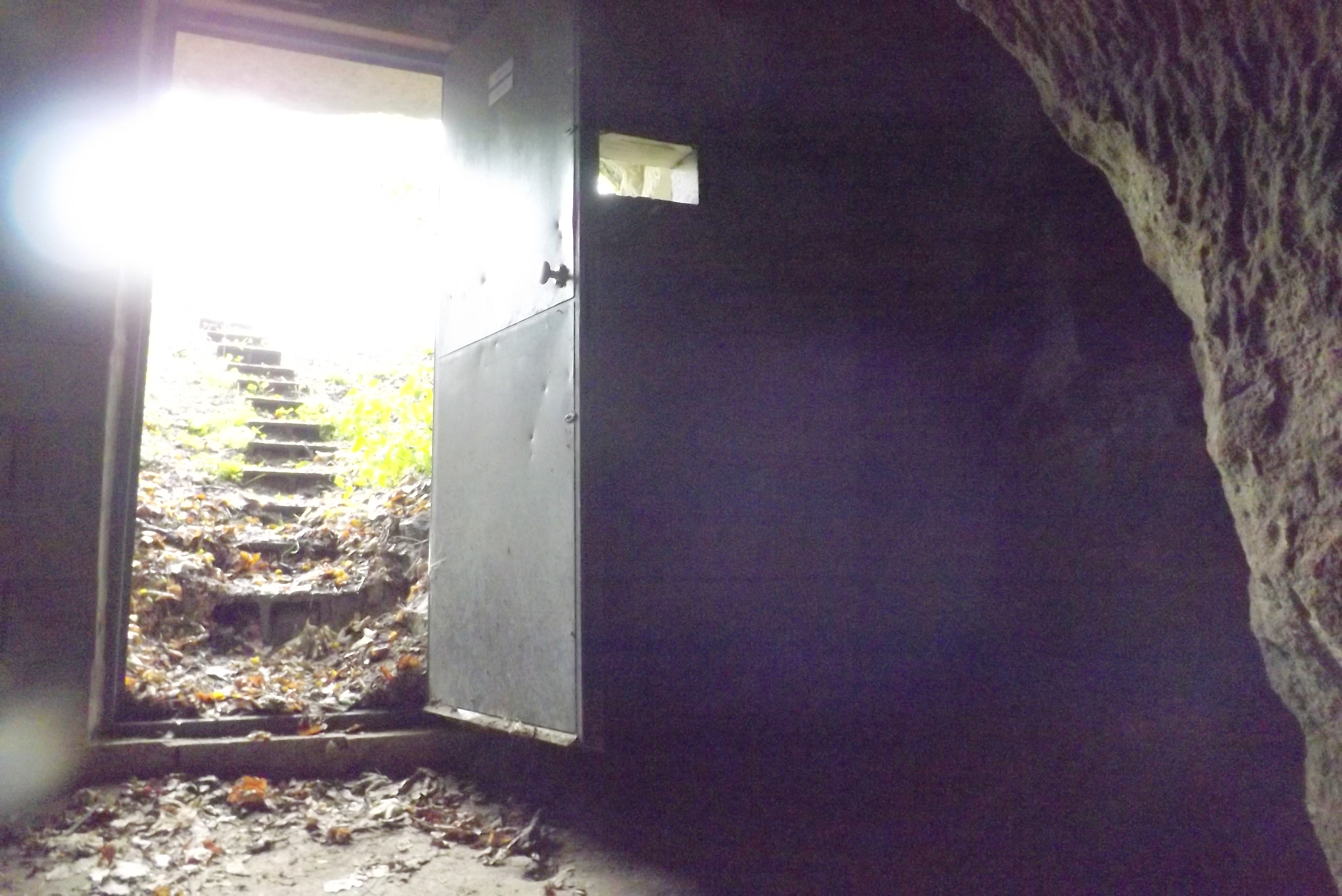
A bejárata
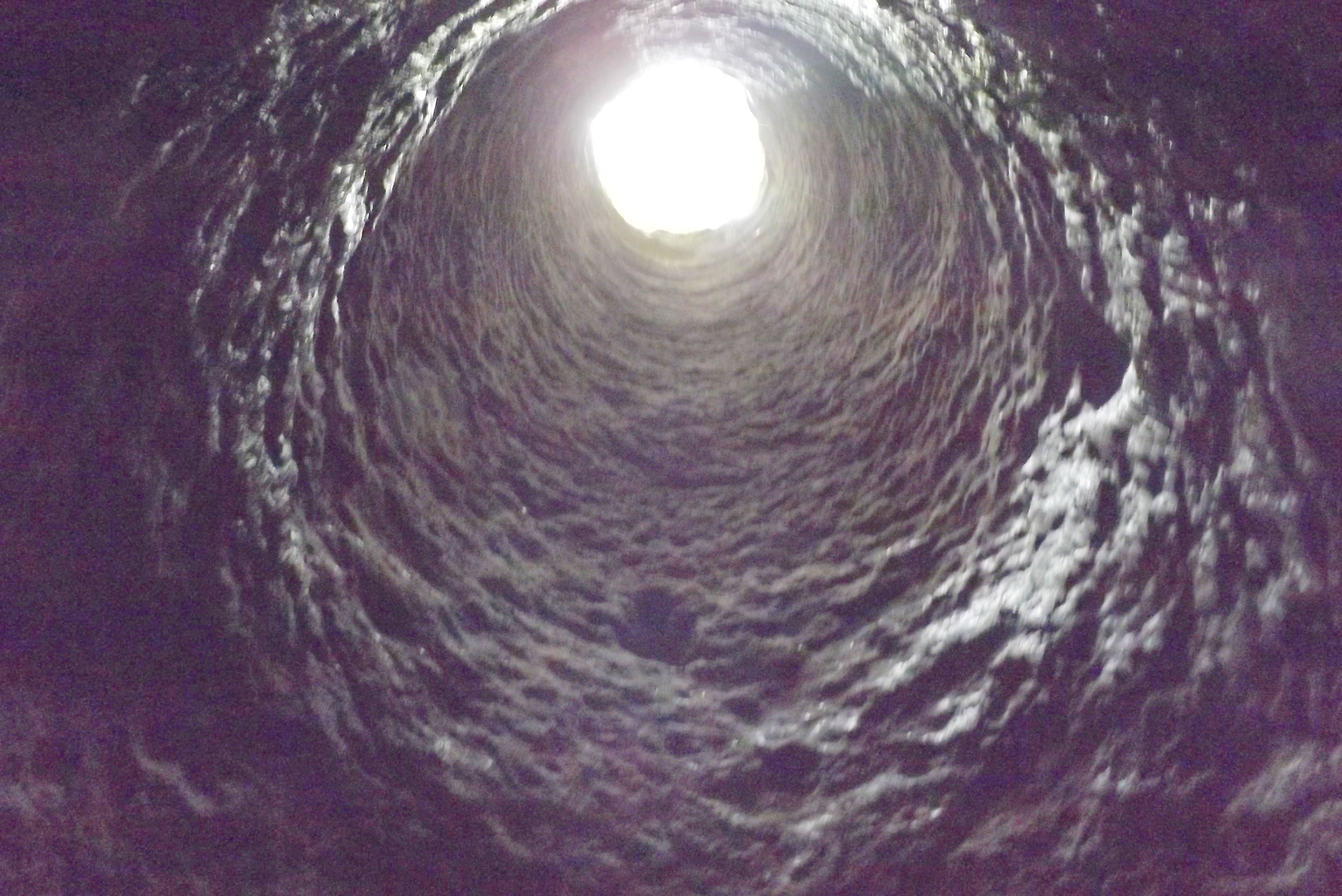
A kürtője
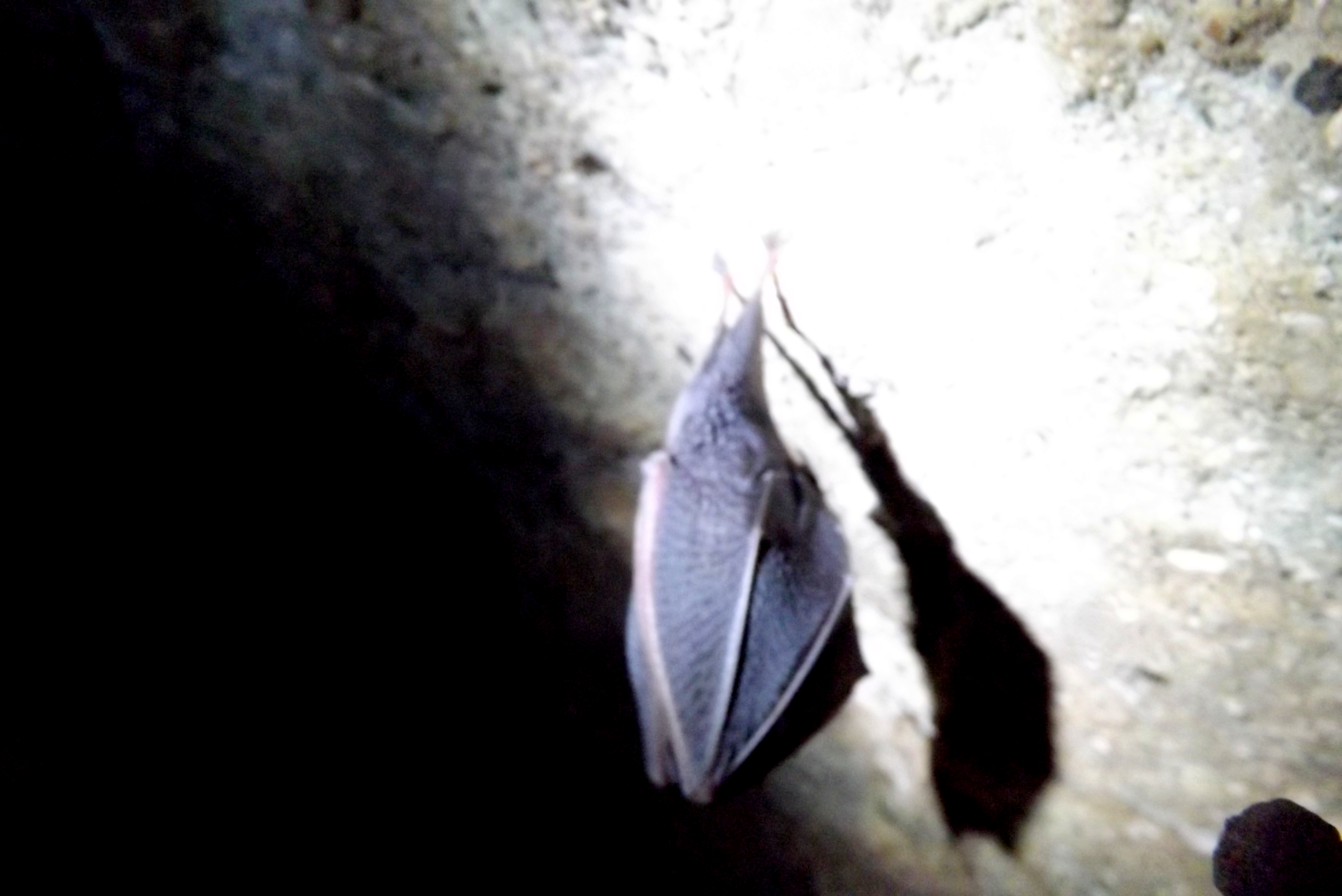
Denevér a falon
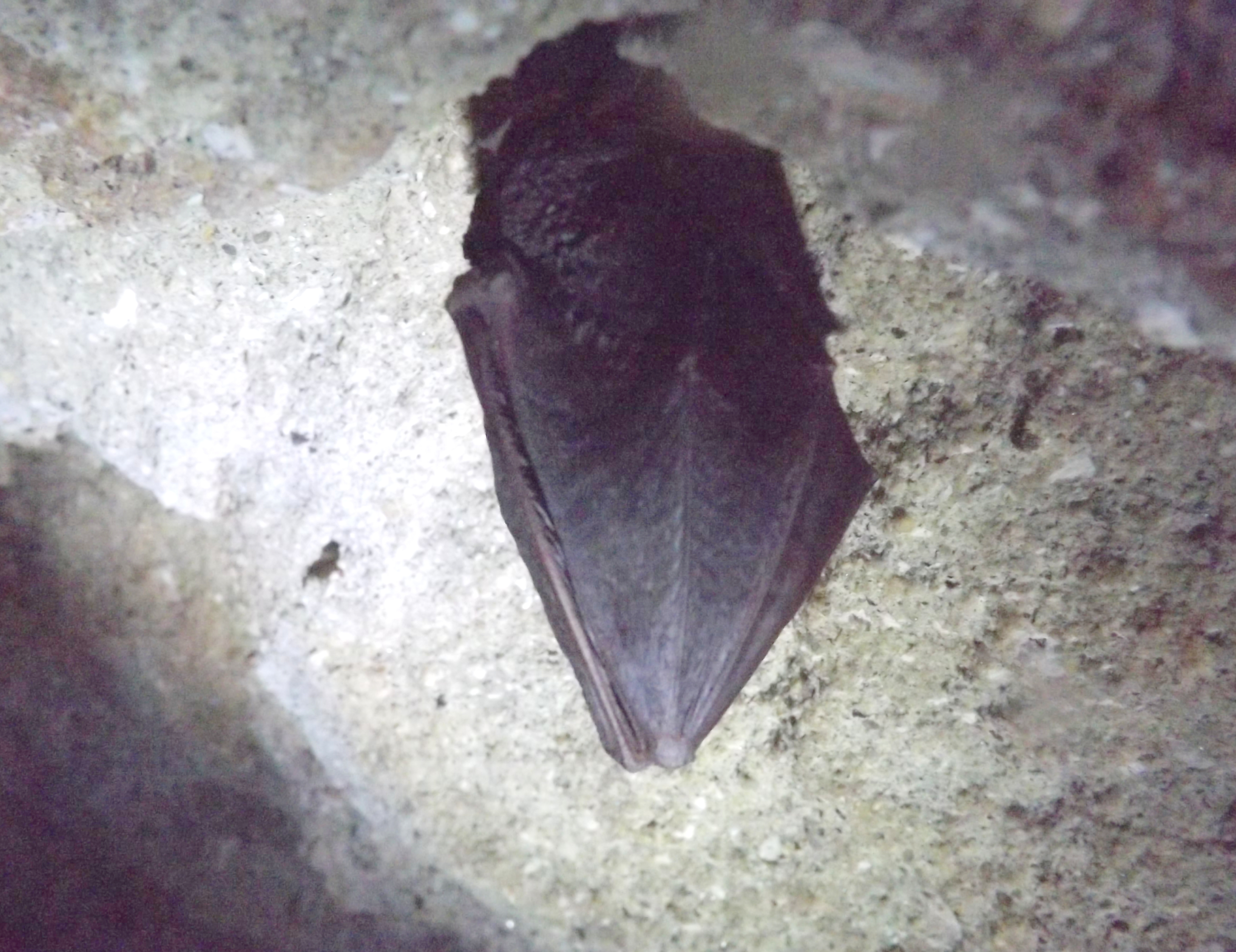
Alvó denevér a falon függeszkedve
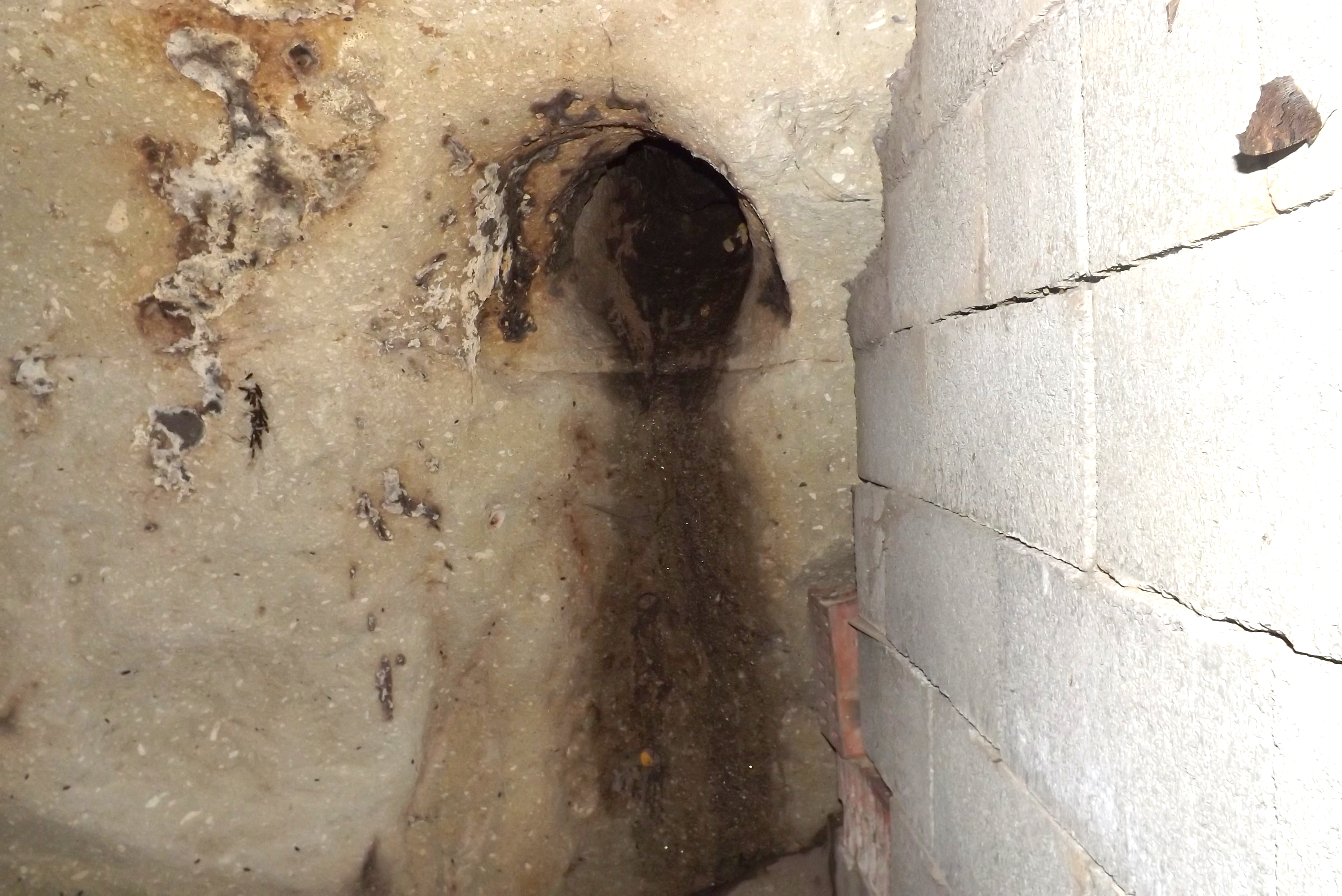
Alvó pillangó a falon
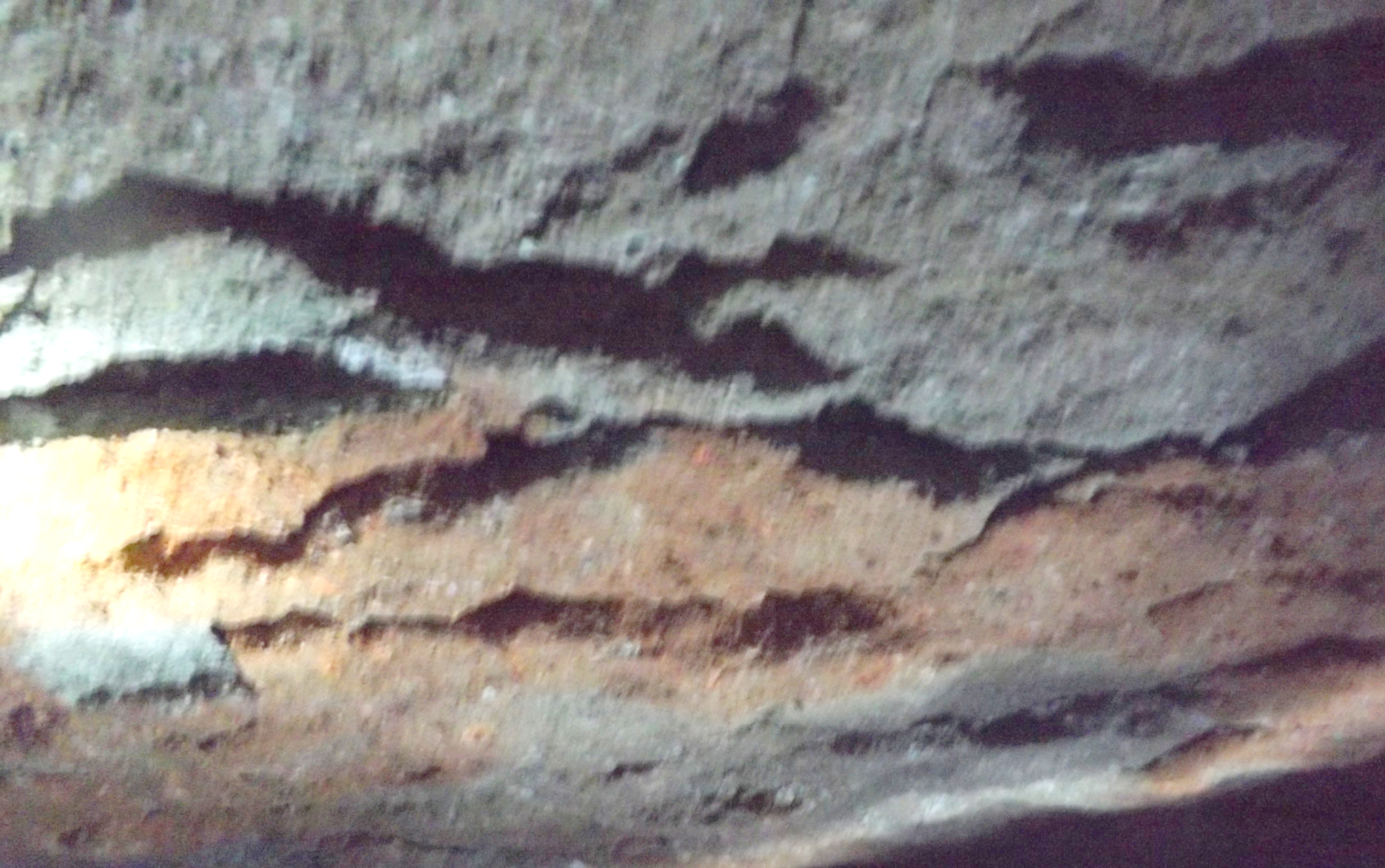
Mennyezetének részlete
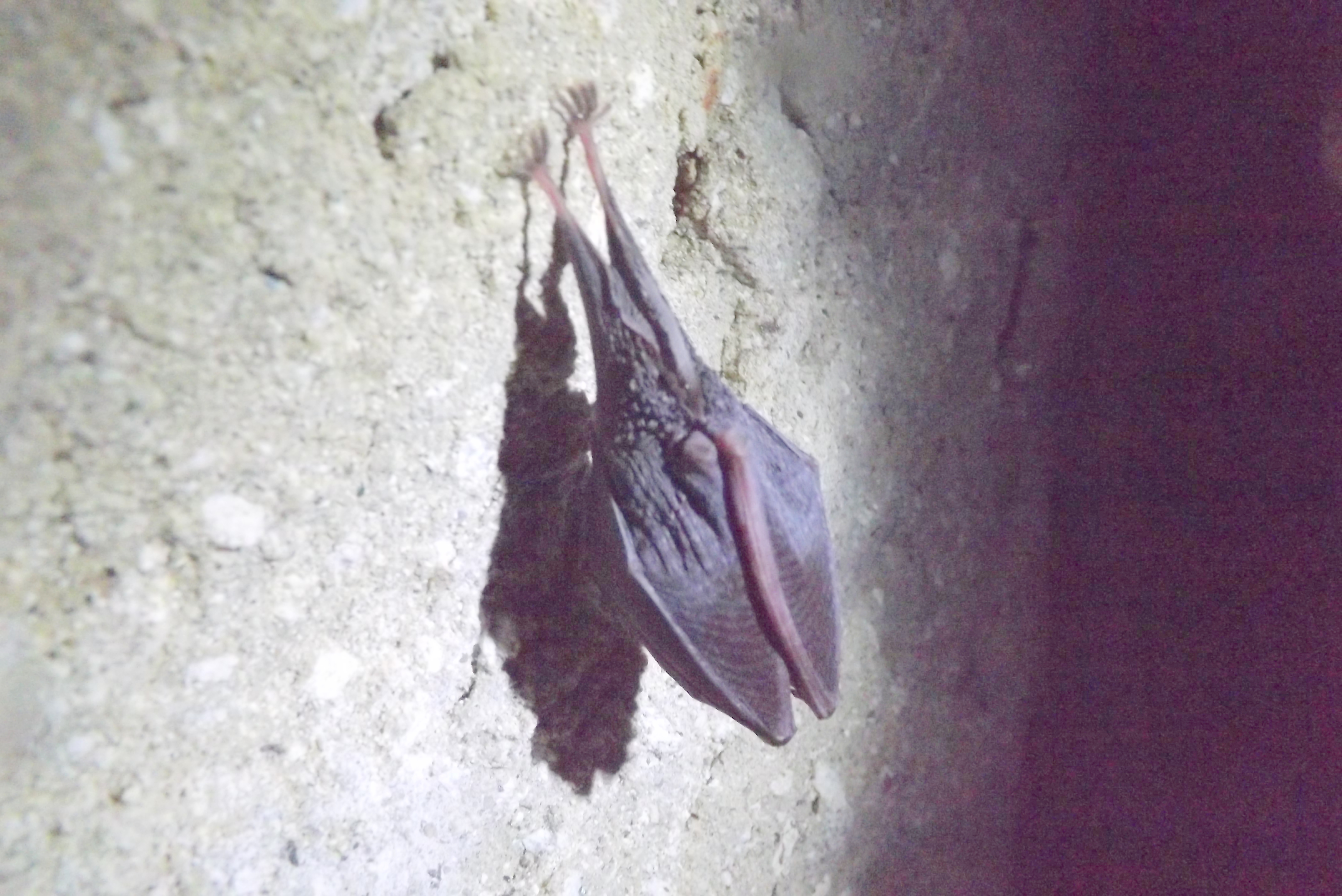
Alvó denevér a mennyezeten

## További irodalom
- Bartalos Gyula: Hazánk ősi honvédelmének tanulmánya 1886-tól 1900-ig teljesített feljárásaim és mások szavahihető értesítéseinek följegyzése nyomán. Kézirat, 1886–1900. OSZK Kézirattár, Fol. Hung. 2446. 40–49., 117., 125., 323., 672. old.
- Fehér Géza: A bolgár-török műveltség emlékei és magyar őstörténeti vonatkozásaik. Archaeologia Hungarica, 1931. (7.) 138–157. old.
- Gádor Judit: A sály-latori nemzetségfői központ kutatása. In: Fodor István – Selmeczi László szerk.: Középkori régészetünk újabb eredményei és időszerű feladatai. Budapest, 1985. 115–125. old.
- Pataki F. Turista, 1965. (11. évf.) 9. sz. 13. old.